# Прогнозування пандемії і підготовка до неї до пандемії COVID-19
Планування і підготовка до пандемій здійснювалися в країнах і міжнародних організаціях. Всесвітня організація охорони здоров'я пише рекомендації та керівництва, проте не існує стійкого механізму для перевірки готовності країн до епідемій і їх здатності до швидкого реагування. Дії на національному рівні залежать від урядів країн. У 2005—2006 роках, до пандемії свинячого грипу 2009 року і протягом десятиліття після неї, уряду США, Франції, Великої Британії та інших країн управляли стратегічними запасами медичного обладнання, але після пандемії 2009 року вони часто скорочували запаси, щоб знизити витрати.
В огляді від червня 2018 року говориться, що плани на випадок пандемії повсюдно були неадекватними, оскільки природні віруси можуть виникати з більш ніж 50 % -ним рівнем смертності, але фахівці в галузі охорони здоров'я та політики планували так, як ніби пандемії ніколи не перевищать 2, 5 % -вий рівень смертності від пандемії іспанського грипу в 1918 році. У роки, що передували пандемії COVID-19, кілька урядів провели демонстраційні навчання (в тому числі Crimson Contagion), які довели, що більшість країн будуть недостатньо підготовлені. Ні уряди, ні великий бізнес не вжили жодних дій. У кількох звітах підкреслюється нездатність національних урядів витягти уроки з попередніх спалахів захворювань, епідемій і пандемій. Річард Хортон, головний редактор журналу The Lancet, описав «глобальну реакцію на SARS-CoV-2 [як] найбільший провал наукової політики за останнє покоління».
Перші спалахи в Хубеї, Італії та Іспанії показали, що системи охорони здоров'я декількох багатих країн були перевантажені. Очікувалося, що в країнах, що розвиваються з більш слабкою медичною інфраструктурою, обладнанням для реанімаційних ліжок та іншими медичними потребами нестача ліків буде раніше.

## Міжнародний
Всесвітня організація охорони здоров'я (ВООЗ) і Світовий банк попереджали про ризик пандемій протягом 2000-х і 2010-х років, особливо після спалаху ТОРС в 2002—2004 роках. Глобальна рада з моніторингу готовності випустив свою першу доповідь в кінці 2019 року. Приватні ініціативи також підвищили обізнаність про загрози пандемії та необхідність підвищення готовності. У 2018 році ВООЗ ввела термін «Хвороба X», який «являє собою знання про те, що серйозна міжнародна епідемія може бути викликана патогеном, який в даний час невідомий, щоб викликати хвороби людини», щоб зосередити дослідження і розробки на ймовірних кандидатів для наступної, на той момент невідомої, пандемії.
Міжнародні розбіжності і відсутність належної співпраці обмежують готовність. Дворічний бюджет проекту ВООЗ щодо забезпечення готовності до пандемії грипу склав 39 мільйонів доларів США з бюджету ВООЗ на 2020—2021 роки в розмірі 4,8 мільярда доларів США.
Ряд організацій вже багато років займаються підготовкою світу до епідемій і пандемій. Серед них — Коаліція інновацій щодо забезпечення готовності до епідеміям, співзасновниками якої є Фонд Білла і Мелінди Гейтс, Wellcome Trust і Європейська комісія. З 2017 року Коаліція намагається виробити платформний підхід для боротьби з виникаючими епідемічними захворюваннями, такими як COVID-19, який дозволив би швидко розробляти вакцини і проводити дослідження імунітету у відповідь на спалахи.

## Країни

### Франція
Після попереджень та підвищеної готовності в 2000-х роках, пандемія свинячого грипу 2009 року привела до швидкої антипандемічної реакції серед західних країн. Штам вірусу H1N1 / 09 з легкими симптомами і низькою летальністю в кінцевому підсумку привів до відповідної реакції на надмірну реактивність державного сектора, витрати і високу вартість вакцини проти грипу 2009 року. У наступні роки національні стратегічні запаси медичного обладнання систематично не оновлювалися. У Франції закупівля масок, вакцин і іншого на суму 382 мільйони євро для H1N1 під керівництвом міністра охорони здоров'я Розелін Башело піддалася широкій критиці.
У 2011 році французькі органи охорони здоров'я вирішили не поповнювати свої запаси, щоб скоротити витрати на придбання та зберігання і більше покладатися на постачання з Китаю та логістику «точно в термін», а також розподілити відповідальність між приватними компаніями на необов'язковою основі. Французький стратегічний запас скоротився за цей період з одного мільярда хірургічних масок і 600 мільйонів масок FFP2 в 2010 році до 150 мільйонів і нуля, відповідно, на початку 2020 року.

### Велика Британія
Моделювання грипоподібних пандемій проводилося трестами Національної служби охорони здоров'я (NHS) Сполученого Королівства після спалаху грипу H5N1 («пташиний грип») в 2007 році. Рассел Кінг, менеджер по забезпеченню стійкості в НСЗ в той час, сказав, що «Офіс Кабінету міністрів визначив наявність і розподіл ЗІЗ [засобів індивідуального захисту]  як одну з проблемних точок у випадку пандемії».
Навчання Cygnus — це триденні симуляційні навчання, проведені NHS England в жовтні 2016 року для оцінки впливу гіпотетичної пандемії грипу H2N2 на Велику Британію. Навчання проводилися організацією Public Health England, що представляє Міністерство охорони здоров'я і соціального забезпечення. У ньому взяли участь 12 державних відомств Шотландії, Уельсу та Північної Ірландії, а також місцеві форуми стійкості (LRF). Більш 950 працівників цих організацій, в'язниць, місцевих і центральних органів влади були задіяні в триденної симуляції, в ході якої перевірялася їх здатність справлятися з ситуаціями високого медичного стресу. Учасників помістили на сьомий тиждень пандемії — пік кризи, коли існує найбільший попит на медичну допомогу. На цьому етапі, за оцінками, 50 % населення було інфіковано, і близько 400 000 чоловік померло. Гіпотетична ситуація полягала в тому, що вакцина була виготовлена і закуплена, але ще не доставлена до Великої Британії. Співробітники лікарень і соціальних установ повинні були розробити плани дій на випадок надзвичайних ситуацій з урахуванням навантаження на ресурси, в той час як урядові чиновники виявилися в ситуації, що вимагає швидкого прийняття рішень. Щоб зробити ситуацію більш реалістичною, були проведені зустрічі COBRA між міністрами та чиновниками. Імітовані новинні видання і соціальні мережі використовувалися для надання фіктивних оновлень. Урядова застереження на сайті готовності до пандемії у Великій Британії свідчила, що навчання не призначені для управління майбутніми пандеміями різного характеру, а також для визначення заходів, які необхідно вжити, щоб уникнути широкої передачі інфекції.
Результати навчань показали, що пандемія призведе до колапсу системи охорони здоров'я країни через брак ресурсів. Саллі Девіс, головний лікар в той час, заявила, що нестача апаратів штучної вентиляції легенів і логістика утилізації мертвих тіл є серйозними проблемами. Повні результати навчань були спочатку засекречені, але пізніше були оприлюднені після громадського розслідування та тиску. У листопаді 2020 року уряд Великої Британії заявило, що всі виявлені уроки були відповідним чином обговорені і належним чином враховані в планах готовності до пандемії.
Газета Daily Telegraph повідомила, що один з урядових джерел сказав, що результати симуляції були «занадто жахливими», щоб їх розкривати. За даними The Telegraph, вчення привели до припущень, що підхід «стадного імунітету» буде найкращою відповіддю на подібну епідемію. Частковий звіт про результати був пізніше опублікований британською газетою The Guardian, що викликало невдоволення громадськості з приводу того, як це було зроблено. У травні 2020 року в інтерв'ю The Guardian Мартін Грін, виконавчий директор Care England, однією з найбільших у Великій Британії приватних компаній по організації будинків для людей похилого віку, заявив, що уряд які раніше не попереджало приватний сектор охорони здоров'я про відсутність можливостей в разі виникнення пандемії.
Навчання «Еліс» — це британські навчання з моделювання пандемії коронавірусу MERS, проведені в 2016 році за участю посадових осіб з Public Health England і Міністерства охорони здоров'я і соціального забезпечення. Муса Куреши, консультант лікарні, який отримав раніше нерозкриту інформацію про «Еліс» в 2021 році, сказав, що навчання "повинні були підготувати нас до вірусу з більш тривалим інкубаційним періодом, ніж у грипу, який може виживати на забруднених поверхнях набагато довше, ніж грип, який вимагає високого рівня захисту для медичних працівників, і проти якого неможливо зробити щеплення до початку другої хвилі. Це повинно було привести до розробки стратегії по ЗІЗ і карантину, відмінною від стратегії щодо грипу ".
Річард Хортон, головний редактор журналу «Ланцет», припустив, що політика жорсткої економії зіграла свою роль в тому, що Велика Британія «не змогла витягти уроки» з спалаху атипової пневмонії 2002—2004 років і «погано підготувалася» до пандемії КОВІД-19. У розслідуванні газети The Guardian відзначається, що приватизація і скорочення, а також залежність уряду від приватних підрядників під час пандемії COVID-19 «піддали» Англію ризику зараження вірусом: "інфраструктура, яка колись була створена для реагування на кризи суспільної охорони здоров'я, була зруйнована, а в деяких місцях знищена політикою, введеної недавніми урядами консерваторів, причому деякі зміни відбулися ще в роки правління лейбористів ".

### Сполучені Штати
Згідно з Глобальним індексом безпеки здоров'я, американо-британської оцінці, яка ранжує можливості безпеки здоров'я в 195 країнах, США в 2020 році були «найбільш підготовленою» нацією. Ці оцінки засновані на шести категоріях. Основними категоріями, пов'язаними з пандемією COVID-19, є: Швидке реагування, Система охорони здоров'я та Профілактика. Незважаючи на цю оцінку, Сполучені Штати не змогли підготувати критично важливі запаси, які, згідно з прогнозами навчань з планування, будуть необхідні, і не слідували власним документам з планування при здійсненні заходів у відповідь на пандемію COVID-19.

#### Звіти, що пророкують глобальні пандемії
Протягом своєї історії Сполучені Штати піддавалися пандемій і епідемій, включаючи іспанський грип 1918 року, число жертв якого оцінюється в 550 000 чоловік, азіатський грип 1957 року народження, число жертв якого оцінюється в 70 000 чоловік, і гонконгський грип 1968, число жертв якого оцінюється в 100 000 чоловік. Сама остання пандемія, що передувала COVID-19, пандемія свинячого грипу 2009 року забрала життя більше 12 000 американців і ще 270 000 були госпіталізовані протягом приблизно одного року.
Розвідувальне співтовариство США в своїй щорічній доповіді «Оцінка світової загрози» за 2017 і 2018 роки заявило, що якщо споріднений коронавірус «придбає ефективну передання від людини до людини», то він буде мати «пандемічний потенціал». В «Оцінці світової загрози» за 2018 рік також говориться, що нові типи мікробів, які «легко передаються між людьми», залишаються «серйозною загрозою». Аналогічним чином, в «Оцінці світової загрози 2019 року» попереджається, що "Сполучені Штати і весь світ залишаться вразливими перед наступною пандемією грипу або великомасштабної спалахом заразного захворювання, які можуть призвести до масових випадків смерті та інвалідності, серйозно вплинути на світову економіку, викликати напруженість міжнародних ресурсів і збільшити число звернень до Сполучених Штатів за підтримкою ".

#### Оновлені плани і керівництва
У квітні 2017 року уряд США оновило свій план боротьби з пандемією і публічні рекомендації. У січні 2017 року було оновлена оцінка дефіциту ресурсів і список питань, які уряд США має розглянути (так званий «план дій»). План і керівні принципи були публічними. Оцінка ресурсів і список питань не були публічними, хоча вони не були засекречені, і репортери отримали їх і оприлюднили.
В оцінці нестачі ресурсів, проведеної військовими в січні 2017 року, зазначалося: "Недоліки та вразливість … відсутність інфраструктури і ЗІЗ … і обмежена кількість лабораторних підтверджуючих тестів …. Медичні системи можуть бути перевантажені через різке збільшення числа пацієнтів . Доступність персоналу також може бути обмежена, оскільки медичний персонал стає інфікованим ". В останній рік правління Джорджа Буша Управління по перспективним біомедичних досліджень і розробок (підрозділ Міністерства охорони здоров'я і соціального забезпечення) «підрахувало, що в разі пандемії грипу середньої тяжкості буде потрібно додатково 70 000 апаратів [апаратів штучної вентиляції легенів]».
Перелік запитань, або ігровий план, охоплював як нормальні умови, так і умови пандемії. У нормальних умовах не обговорювалися питання оцінки і створення запасів для використання в надзвичайних ситуаціях. У США запаси масок, використаних проти пандемії грипу 2009 року, в Стратегічному національному резерві не поповнюється ні адміністрацією Обами, ні адміністрацією Трампа.
У керівництві 2017 року зазначається, що вакцина проти вірусу свинячого грипу H1N1pdm09 2009 роки знадобилося вісім місяців, перш ніж вона була доступна для поширення в кінці 2009 року. Вакцина проти вірусу атипової пневмонії 2003 року розроблялася 13 років і була готова до випробувань на людях в 2016 році, які ще не проводилися. На розробку вакцини проти вірусу MERS 2009 року пішло десять років, а випробування на людях почалися в 2019 році. Проте, в керівництві говориться, що на розробку і поширення вакцини для наступної пандемії буде потрібно всього шість місяців, що говорить школам і дитячим садкам про те, що їм, можливо, доведеться закритися на цей час. Проте, в керівництві говориться, що підприємствам слід очікувати закриття шкіл на термін до двох тижнів, а співробітникам, можливо, доведеться залишитися вдома на два тижні зі своїми дітьми.
Керівництво не передбачало закриття будь-яких підприємств, хоча дослідження давно передбачали 80-процентне падіння в сфері мистецтва, розваг і відпочинку і 5-10-відсоткове падіння в інших сферах економічної діяльності протягом року, з більш сильним падінням в пікові місяці. У дослідженнях з підготовки до пандемії не розглядалися ні дії уряду з надання допомоги бізнесу, ні шляху відновлення.
У керівництві передбачалося, що «під час пандемії інфекція в локалізованому районі може зберігатися близько шести-восьми тижнів».
У керівництві 2017 року перераховані можливі заходи, аж до добровільної домашньої ізоляції хворих людей і добровільного домашнього карантину їх контактів на термін до трьох днів. Чи не обговорювалися і не планувалися закриття підприємств або наказ людям залишатися вдома, що може пояснити затримки чиновників в ухваленні рішення про наказ залишатися вдома в пандемії 2020 року COVID-19 і відсутність підготовки до того, щоб відрізнити неосновних працівників від основних і захистити основних працівників. Під час пандемії грипу 1918 року в багатьох містах були закриті принаймні бараки на термін до шести тижнів, і в більшості міст була введена обов'язкова ізоляція і карантин для хворих людей і їх контактів. Міста з найбільш жорстким закриттям барів краще за інших відновили економіку.
У керівництві говориться, що підприємства повинні бути готові тримати працівників на відстані 3 футів один від одного, хоча в керівництві говориться, що кашель і чхання можуть передавати віруси на відстань 6 футів. Дослідження показують, що при чханні краплі можуть поширюватися на 27 футів і затримуватися в вентиляційних системах. Керівництво не враховує відстані між клієнтами або між ними та працівниками.
З часів закінчення холодної війни Росія вела кампанії по дезінформації, щоб викликати недовіру до органів охорони здоров'я і заявити, що пандемія СНІДу, пандемія свинячого грипу 2009 року, спалахи Ебола і пандемія COVID-19 — це біозброя, створене американцями.

#### Реорганізація і відставки
У травні 2018 року радник з національної безпеки Джон Болтон реорганізував Рада національної безпеки (СНБ) виконавчої влади США, в значній мірі об'єднавши групу, яка відповідала за глобальну безпеку охорони здоров'я та біозахисту — створену адміністрацією Обами після епідемії еболи 2014 року — в більшу групу, яка відповідала за протидію поширенню і біозахисту. Разом з реорганізацією керівник групи з глобальної безпеки здоров'я та біозахисту контр-адмірал Тімоті Зімере пішов в інше федеральне агентство, а Тім Моррісон став керівником об'єднаної групи. Критики цієї реорганізації назвали її «розформуванням» групи по забезпеченню готовності до пандемії.
Після спалаху коронавируса репортери неодноразово запитували Трампа про цю реорганізації, і Трамп давав суперечливі відповіді. 6 березня 2020 року, коли на брифінгу для преси його запитали, чи не збирається він «переглянути» рішення 2018 року про відмову від офісу по підготовці до пандемії, Трамп відповів, що в той час реорганізація була розумним рішенням, тому що "ніколи не можна думати, що [пандемія] відбудеться … хто б міг подумати, що ми взагалі будемо обговорювати цю тему? ". 13 березня, коли кореспондент програми PBS NewsHour в Білому домі Яміче Алсиндор запитала, чи не завадила реорганізація уряду відреагувати на спалах коронавирусу, Трамп вилаяв її за «неприємне запитання» і додав: "Я цього не робив … Розформування, немає, я нічого про це не знаю … це адміністрація, можливо, вони роблять це, відпускають людей … такі речі трапляються ". 1 квітня журналіст Fox News Джон Робертс почав питання зі слів: «Ви позбулися від пандемічного офісу в Раді національної безпеки», і Трамп відповів: «Ми цього не робили», чотири рази назвавши це твердження «помилковим», але не уточнивши його. Станом на липень 2020 року адміністрація планувала створити новий офіс по забезпеченню готовності до пандемії в складі Державного департаменту.
Також в 2018 році радник з національної безпеки Том Боссерт залишив адміністрацію, як повідомляється, на прохання Болтона. Боссерт допомагав створювати плани адміністрації Трампа по біозахисту, і в його обов'язки входила координація дій уряду в разі біологічного кризи. Наступник Боссерт, Даг Фірс, і наступник Фірса, Пітер Дж. Браун, взяли на себе обов'язки МНБ по біозахисту. У січні 2020 року агентство Bloomberg News повідомило, що на той час біозахист став «менш помітним» частиною обов'язків радника з національної безпеки. У березні 2019 року Лучіана Боріо, директор Ради національної безпеки з питань медичної та біозахисний готовності, покинула свій пост. Washington Post повідомила в березні 2020 року, що Білий дім не підтвердив особистість змінника Боріо.
У березні 2020 року агентство Reuters повідомило, що адміністрація Трампа за кілька років до спалаху коронавирусу різко скоротила число співробітників, що працюють в пекінському офісі Центру по контролю і профілактиці захворювань США, з 47 до 14 осіб. За даними Reuters, один із співробітників, які були ліквідовані в липні 2019 року, займався навчанням китайських польових епідеміологів реагування на спалахи захворювань в осередках. Трамп заявив, що повідомлення про скорочення інструктора було «на 100 % невірним», проте ЦКЗ США визнав, що повідомлення було правдивим. Адміністрація Трампа також підтвердила, що закрила пекінські офіси Національного наукового фонду (NSF) і Агентства США з міжнародного розвитку (USAID); в кожному з цих офісів працював один американський чиновник. Крім того, адміністрація Трампа визнала, що ліквідувала одну керівну посаду в пекінському офісі Міністерства сільського господарства США; агентство Reuters повідомило, що ця посада займалася програму моніторингу захворювань тварин.
Адміністрація Трампа також припинила фінансування програми раннього попередження пандемій PREDICT в Китаї, в рамках якої проводилося навчання і підтримка співробітників 60 зарубіжних лабораторій, з припиненням польової роботи у вересні 2019 року. Вчені, яким доручено виявлення потенційних пандемій, і так вже занадто сильно напружені і виснажені.

#### Зусилля щодо поліпшення постачання масками і апаратами штучної вентиляції легенів
З 2015 року федеральний уряд витратив 9,8 мільйона доларів на два проекти щодо запобігання дефіциту масок, але обидва проекти були закинуті до завершення. Другий контракт BARDA був підписаний з Applied Research Associates з Альбукерке на розробку маски з рейтингом N95, яку можна було б повторно використовувати в надзвичайних ситуаціях без зниження ефективності. Хоча федеральні звіти закликали до реалізації такого проекту з 2006 року, контракт з ARA був підписаний тільки в 2017 році і не було завершено протягом 15 місяців, в результаті чого пандемія 2020 року сягнула США до того, як розробка була готова.
Попередні респіраторні епідемії і державне планування вказували на необхідність запасу апаратів штучної вентиляції легенів, які було б легше використовувати менш підготовленому медичному персоналу. BARDA Project Aura опублікувала запит пропозицій в 2008 році, з метою схвалення FDA в 2010 або 2011 році. Контракт на виробництво до 40 000 апаратів ШВЛ був укладений з компанією Newport Medical Instruments, невеликим виробником апаратів ШВЛ, з цільовою ціною $ 3 000, що набагато нижче, ніж у більш складних апаратів вартістю понад $ 10 000, і вона виготовила дослідні зразки з цільовим схваленням FDA у 2013 році. Компанія Covidien придбала NMI і, запросивши додаткові кошти для завершення проекту (загальна вартість склала близько 8 мільйонів доларів), попросила уряд анулювати контракт, заявивши, що він невигідний. У 2014 році уряд уклав новий контракт на суму 13,8 млн доларів з компанією Philips. Конструкція апарату Trilogy Evo Universal отримала схвалення FDA в липні 2019 року. У вересні 2019 року уряд замовив 10 000 апаратів штучної вентиляції легенів, причому перші поставки повинні були початися в середині 2020 року, а завершити всі 10 000 апаратів — в 2022 році. Незважаючи на початок епідемії в грудні, можливості компанії виробити достатню кількість продукції для виконання всього замовлення і здатність уряду змусити прискорити виробництво, уряд досяг угоди з Philips про прискорену постачання не менше 10 березня 2020 року. До середині березня виникла необхідність в більшій кількості апаратів штучної вентиляції легенів, і навіть під час відсутності державних контрактів інші виробники оголосили про плани по випуску багатьох десятків тисяч апаратів. Тим часом Philips продавала комерційну версію Trilogy Evo за значно вищими цінами, і за станом на 15 березня в стратегічних національних запасах залишалося всього 12 700 апаратів.
У порівнянні з невеликою кількістю грошей, витрачених на рекомендовані для пандемії кошти, мільярди доларів були витрачені Стратегічним національним запасом на створення і зберігання вакцини від сибірської виразки і достатньої кількості щеплень від віспи для всієї країни.

#### Потенційні стратегії реагування
У 2016 році СНБ виклав стратегії і рекомендації по боротьбі з пандемією, включаючи оперативні дії для повного виявлення потенційних спалахів, забезпечення додаткового фінансування, розгляд можливості залучення Закону про оборонній промисловості і забезпечення достатньої кількості захисних засобів для медичних працівників. Адміністрація Трампа була проінформована про це в 2017 році, але відмовилася зробити це офіційною політикою.